# 阎氏家宅
阎氏家宅是一处近现代重要史迹及代表性建筑，位于山西省太原市杏花岭区杏花岭街道精营东边街社区南华门东四条3号山西省作家协会，建于民国，原为阎锡山故居。
2003年10月，阎氏故居公布为太原市文物单位。2011年12月31日，阎氏家宅公布为太原市文物保护单位。2021年8月4日，阎氏家宅公布为第六批山西省文物保护单位。